# تاد وودبریج
 تاد وودبریج (انگلیسی: Todd Woodbridge؛ زاده ۲ آوریل ۱۹۷۱) یک تنیس‌باز اهل استرالیا است.